# Marie Wieck
Marie Wieck (Leipzig, 1 d'agost de 1832 - Dresden, 22 de novembre de 1916) fou una cantant, compositora i pianista alemanya.
Filla del pedagog musical Friedrich Wieck i de Clementina Fechner, la seva segona dona. I germana de Clara Schumann. Als onze anys, cantava amb la seva germana, aleshores anomenada Clara Wieck, en els concerts que aquesta oferia a Dresden. Després continuà cantant en les principals ciutats, fins que es dedicà a les anomenades Schumann-Abende (tardes de Schumann) a Dresden, Praga i Estocolm.
Marie Wieck cantà en diverses corts, i el 1860 fou nomenada virtuosa de cambra de la casa principesca de Hohenzollern. Aconseguí la medalla d'or dels prínceps de Sigmaringen. A Londres cantà duets de Robert Schumann, amb Joseph Joachim. L'11 de febrer de 1906 prengué part en el gran concert fet a Jena en commemoració del jubileu de Mozart.